# Hans von Türckheim (Botaniker)

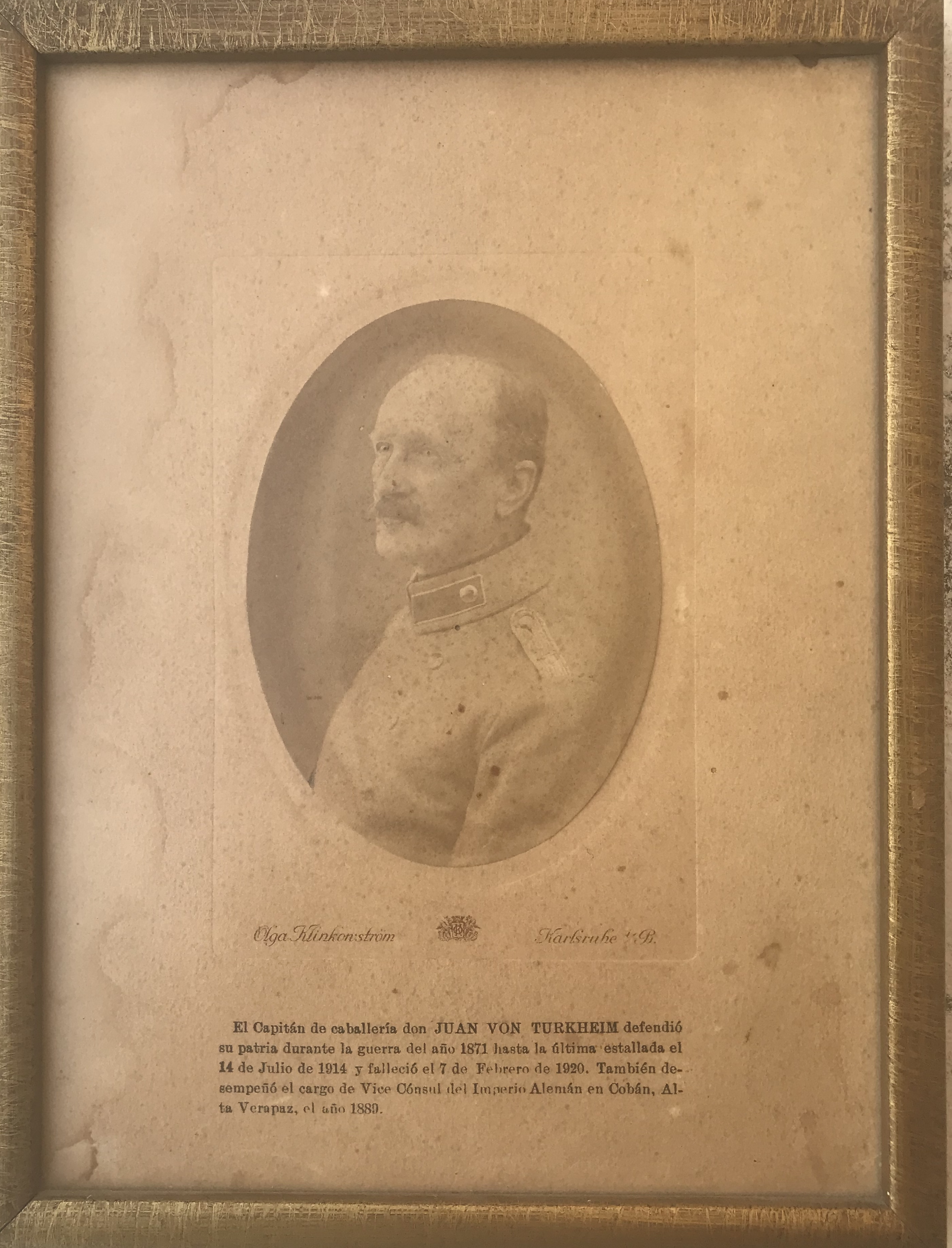
Kavalleriekapitän Don Juan (Hans) von Türkheim, Vizekonsul des Deutschen Reiches in Cobán Alta Verapaz, 1889

Hans Freiherr von Türckheim (* 27. Mai 1853 in Karlsruhe; † 7. Mai 1920 ebenda) war deutscher Diplomat und Botaniker. Sein botanisches Autorenkürzel lautet „Türckh.“

## Leben
Türckheim entstammte der alten reichsritterschaftlichen Familie Türckheim aus der Ortenau. Sein Vater war Hans Freiherr von Türckheim (1814–1892), ein Diplomat des Großherzogtums Baden, welcher von 1864 bis 1883 badischer Gesandter in Berlin war und sich privat als Entomologe betätigte, sein Großvater war der badische Außenminister Johann von Türckheim.
Türckheim studierte Rechtswissenschaften an den Universitäten in Straßburg und Berlin. Sein Staatsexamen legte er 1876 ab und war daraufhin Referendar in Ellrich und in Delitzsch. Ein Jahr lang diente er bei den Gardedragonern.
1877 bis 1908 lebte er in Guatemala als Cafetalero (Kaffeepflanzer). Er war deutscher Konsul in Cobán und studierte die lokale Flora. 1908 kehrte er nach Karlsruhe zurück. Von 1909 bis 1910 machte er eine botanische Forschungsreise in das Hochgebirge der Dominikanischen Republik. Türckheim sammelte bei Santo Domingo, Barahona, Azua, la Vega und bei Sanchez und veröffentlichte einen Bericht über seine Reise im Jahrgang 1911 der Allgemeinen Botanischen Zeitschrift.
Die Untersuchung der Türckheim'schen Guatemalapflanzen übernahm 1885 John Donnell Smith (1829–1928) in Baltimore. Dieser publizierte die zahlreichen neuen Arten in der in Chicago erscheinenden Botanical Gazette. Eine Aufzählung der mittelamerikanischen Arten mit den Türckheim'schen stellte er aus den abgedruckten Etiketten der Pflanzen zusammen unter dem Titel Enumeratio plantarum guatemalensium necnon salvadorensium hondurensium nicaraguensium costaricensium (Oquawkae, Ill. : H. N. Patterson, 1907).
Die Türckheimschen Pflanzen erwarb John Donnell Smith, der sie verteilte, zusammen mit denjenigen aus den anderen zentralamerikanischen Ländern, wohin er zum Teil auf eigene Kosten Expeditionen ausgerüstet hatte, gratis in acht Exemplaren an die acht größten botanischen Museen der Welt unter dem Titel Ex plantis Guatemalensibus necnon Salvadorensibus Hondurensibus. Auch das Berliner Museum erhielt auf diese Weise 3309 Nummern, darunter auch die Türckheim'schen Guatemalapflanzen. Auch zahlreiche Laubmoose erhielt das Berliner Museum aus den Jahren 1885–1888 von Türckheim direkt und ferner aus der Bryotheca E. Levier (Florenz) 47 Nummern Hepaticae und 87 Musci frondosi. Auch wurden viele Moosarten gesammelt, was den Bryologen freute.
Die in der Dominikanischen Republik entdeckten neuen Gattungen (die Urticaceae Sarcopilea und die Scrophulariaceae Türckheimocharis) sowie die etwa 150 neuen Arten beschrieb Ignaz Urban im 7. Band seiner Symbolae Antillanae. Sämtliche von Türckheim von der Dominikanischen Republik mitgebrachten Pflanzen (v. 2501–3756) wurden von Urban in dessen Flora Domingensis, dem VIII. Band der Symbolae, veröffentlicht (Band 1 erschien 1920).
1902 trat Türckheim mit Rudolf Schlechter in Kontakt, um über Orchideen zu forschen.
Türckheim war sehr sprachengewandt und sprach die alten Sprachen, englisch, französisch, spanisch und zentralamerikanische Sprachen. Im Krieg war er zur Kontrolle der Gefangenenkorrespondenz bei der Post eingesetzt, dabei hatte er den Rang eines Rittmeisters.
Nach längerer Krankheit verstarb Hans von Türckheim am 7. Februar 1920 in Karlsruhe. Sein Herbarium vermachte er dem Botanischen Museum in Berlin.

## Ehrungen
Nach ihm benannt sind die Pflanzengattungen Tuerckheimia Dammer ex Donn.Sm. aus der Familie der Palmen (Arecaceae), Neotuerckheimia Donn.Sm. aus der Familie der Trompetenbaumgewächse (Bignoniaceae) und Tuerckheimocharis Urb. aus der Familie der Braunwurzgewächse (Scrophulariaceae).